# Tahirpur
Tahirpur è un sottodistretto (upazila) del Bangladesh situato nel distretto di Sunamganj, divisione di Sylhet. Si estende su una superficie di 313,7 km² e conta una popolazione di 133.569 abitanti (dato censimento 1991).